# Четиридесет мъченици севастийски
Вижте пояснителната страница за други значения на Свети четиридесет мъченици.
Св. четиридесет мъченици от Севастия Арменска (на катаревуса се изписват като Ἃγιοι Τεσσεράκοντα, на демотики като Άγιοι Σαράντα) са християнски светци от IV век.
Имената, под които са известни, са основно с гръцки и латински произход: Кирион, Кандид, Домн, Исихий, Ираклий, Смарагд, Евноик, Валент, Вивиан, Клавдий, Приск, Теодул, Евтихий, Йоан, Ксантий, Илиан, Сисиний, Ангий, Етий, Флавий, Акакий, Екдикий, Лисимах, Александр, Илий, Горгоний, Теофил, Дометиан, Гай, Леонтий, Атанасий, Кирил, Сакердон, Николай, Валерий, Филоктимон, Севериан, Худион, Мелитон, Аглай.
Към тях се присъединява и техният тъмничар, който също се покръства и пострадва от гоненията.

## Агиография
Светите четиридесет мъченици са 40 римски войници от арменската кохорта в град Севастия в Малка Армения (дн. град Сивас), принадлежаща към ХІІ легион (наречен още Fulminata), които след жестоки мъчения загиват за своята вяра в Христос през 320 г. Те пострадват в Севастия Минор по време на гоненията на Лициний, започнали през 316 г. (в противопоставяне на напътствията на Сердикийския и Миланския едикти).
Най-старото и вероятно най-достоверно сведение за тяхното мъченичество е на Василий Велики в негова омелия по време на техния празник.Според него те не са роднини, но са близки приятели, верни другари и бележити и уважавани войни.
Арестувани са за това, че отказват да участват в групово поклонение на езическите богове, към което Лициний задължава войниците си. След поредица от разни изпитания, в които доказват непреклонността си в изповядването на християнството, 40-те войници са оставени да замръзнат в леденото езеро до Севастия (освен ако не се предадат и не го напуснат - предполага се, за да станат езичници). Един от тях - Мелит - не издържа и се впуска към близката баня да се затопли, но скоро умира - (според легендата) от рязката промяна на температурата. Останалите умират от студ.

## Храмове
След Битката при Клокотница и удържаната в нея блестяща победа над епирския деспот Теодор Комнин българският цар Иван-Асен II издига църкви в тяхното име на мястото на битката, на хълма Хасара до днешното село Сталево и в столицата Търново.
- Темнишки надпис от времето на цар Самуил 10 – 11 в., плочката с размери 20х20 см е открита край с. Горни Катун при гр. Крушевец
- Царски мемориален храм-мавзолей Свети Четиридесет мъченици, въздигнат в чест на голямата победа на Иван Асен II при Клокотница